# 小松市立空とこども絵本館
小松市立空とこども絵本館（こまつしりつそらとこどもえほんかん）は、石川県小松市小馬出町にある絵本・児童書を専門に扱う公共図書館。石川県では初めてとなる絵本を専門に扱う図書館である。愛称はぶっくりん。

## 概要
2006年7月15日に開館した図書館で、旧小松警察署の庁舎を活用した絵本館と、旧石川商銀信用組合（現在の横浜幸銀信用組合の前身）小松支店や旧加能合同銀行（現在の北國銀行の前身）小松支店であった建物の外観・構造を活用した絵本館ホール（十九番館）からなる。絵本館および絵本館ホール共に昭和戦前期の建築物であり、登録有形文化財に登録されている。
小松市立空とこども絵本館では、乳幼児の親子連れでも気軽に利用できるように、流し台や飲食可能なラウンジが備えられている。また、畳部屋や暖炉付きの洋室を設けており、絵本の読み聞かせがしやすいような環境作りがされている。
図書館裏側の広場には、宮本三郎の壁画「農耕」のレプリカが設けられている。

## 施設概要

### 絵本館
旧小松警察署の外観、内装の一部を活用しており、旧庁舎の丸型の飾り窓が特徴となっている。小松警察署移転後は小松市教育委員会の庁舎として活用された。
構造等
- 構造：鉄筋コンクリート造、2階建
- 竣工：1932年（昭和7年）
- 延床面積：602.6m2

### 絵本館ホール
図書館に隣接する施設で、交差点角に円筒形の塔に特徴がある建築物で、十九番館という愛称が付けられている。また、銀行の施設であったため、内部は螺旋階段を設けた吹き抜け構造となっている。ホールには、スタインウェイ製のピアノおよび80席の座席が設置される反面、内部の改修は最小限に留めている。
　構造等
- 構造：鉄筋コンクリート造、2階建
- 竣工：1930年（昭和5年）

## 所在地
小松市立空とこども絵本館
- 石川県小松市小馬出町10番地3

　絵本館ホール
- 石川県小松市京町19番地5

## 休館日
- 月曜日
- 第2・第4木曜日
- 祝日の翌日
- 年末年始

## 交通
- 小松駅より徒歩12分
- 小松駅より小松市コミュニティバス（日本海観光バス）市内循環線「市役所前」下車

## 周辺
- 芦城公園
  - 小松市立図書館
  - 小松市立博物館
  - 小松市公会堂
- 小松市立宮本三郎美術館
- 小松警察署小馬出町交番
- 金沢地方裁判所小松支部
- 小松市役所